# Мала Шурка
Мала Шурка (до 2025 року — Мала Щурка) — село в Україні, у Новоушицькій селищній територіальній громаді Кам'янець-Подільського району Хмельницької області. До адміністративної реформи 19 липня 2020 року село належало до Новоушицького району. Населення становить 144 осіб.

## Назва
Назва походить від того, що за селом Шурою (Куражином) панські управителі побудували господарський двір, який назвали фільварком і дали населеному пункту назву «Мала Шурка». Згодом назва трансформувалася на Мала Щурка.
15 червня 2025 року селу повернуто назву Мала Шурка.

## Символіка

### Герб
У верхній частині щита на зеленому фоні зображено сонце жовтого кольору з хвилястими та прямими променями, що є символом релігії та достатку. На середині щита зображено дві старовині монети, якими користувались тогочасні жителі села. Три глечика, у нижній частині щита, символізують вид зайнятості населення. Один похилений у ліву сторону, інший у праву, а третій стоїть посередині.

### Прапор
Прямокутне полотнище складається з трьох частин. Верхня ліва половина прапора зеленого кольору, верхня права половина — блакитного кольору, нижня — жовтого кольору. У лівій верхні частині зображено три глечики, що вказує на основні види зайнятості жителів села. Блакитний колір — символізує річку Дністер, що протікає біля села.